# Hliðskjálf (album)
Hliðskjálf er det syvende studiealbum af black metal-kunstneren Burzum, udgivet i 1999. Efter dette album fik Varg Vikernes konfiskeret sin synthesizer af uvisse årsager. Efter dette album opløste han midlertidigt Burzum.
Vikernes kom ud på prøveløsladelse i 2009, og sagde i et interview, at han ville skrive et nyt Burzum-album. 